# Gregor Moder (filozof)
Za soimenjaka prevajalca glej Gregor Moder.
Gregor Moder, slovenski filozof, Ljubljana, * 19. februar 1979.

## Življenje
Po diplomi leta 2004 iz filozofije in primerjalne književnosti je na Filozofski fakulteti Univerze v Ljubljani tudi doktoriral iz filozofije. Bil je umetniški direktor s Prešernovo nagrado nagrajenega gledališkega Kolektiva Narobov. Od leta 2011 dalje kot post-doktorski raziskovalec na Jan Van Eyck Academy v Mastrichtu na Nizozemskem preučuje komedijo in negativnost.

### Filozofska dela
- Hegel in Spinoza: substanca in negativnost, Društvo za teoretsko psihoanalizo, 2009, ISBN 9789616376433

## Nagrade in priznanja
- Ježkova nagrada za predstavo Kolektiva Narobov; Slovenija (2007)